# Museu do Vinho dos Biscoitos
O Museu do Vinho dos Biscoitos localiza-se na freguesia dos Biscoitos, concelho da Praia da Vitória, ilha Terceira, Região Autónoma dos Açores, em Portugal.
Constitui-se em um museu temático que procura apresentar aos visitantes os mais de quatro séculos de história da cultura da vinha na freguesia dos Biscoitos, e que se integra na tradicional paisagem de produção de vinho dos Biscoitos, atualmente Região Demarcada.
Foi inaugurado em 2 de fevereiro de 1990, durante as comemorações do centésimo aniversário da Casa Agrícola Brum pelos herdeiros de Francisco Maria Brum, antigo produtor de vinha da freguesia dos Biscoitos. 
Durante o percurso museológico é possível apreciar todo o processo de produção de vinho, desde o cultivo da videira até à maturação da vinha e à transformação da uva em vinho ou nos seus subprodutos. Aqui encontram-se também toda uma colectânea de alfaias agrícolas ligadas ao amanho do currais onde a videira é cultivada de forma a ficar abrigada das inclemências do clima.
A Confraria do Vinho Verdelho dos Biscoitos encontra-se profundamente ligada a esta entidade museológica sendo um dos seus principais dinamizadores.
O museu é a fachada de uma propriedade com 10 alqueires, para além dos mais 60 que englobam a exploração de Verdelho, e é constituído pelas seguintes secções: uma adega destinada ao vinho Verdelho, uma destilaria, uma sala etnográfica, uma sala de provas, uma casa típica (onde é feito o engarrafamento do Verdelho do Museu), uma casa típica que é a sede da Confraria do Vinho Verdelho dos Biscoitos, um campo ampelográfico (mostra de várias castas num mesmo espaço de vinha), uma latada, vários pátios que alojam peças de lagares, uma torre de defesa do século XVIII, uma eira, um palheiro com dois pisos.
Neste museu encontram-se vários tipos de produtos vitivinícolas feitos com as vinhas da região como é o caso:
- Brum, (I), vinho Vinho Licoroso de Qualidade Produzido em Região Determinada (VLQPRD), do tipo licoroso feito com as castas de Verdelho dos Açores e Terrantez (vestígios), que alcança teor alcoólico de 17º vol. ou 134 g/litro.
- Brum, (II), vinho VLQPRD, do tipo licoroso feito com as castas de Verdelho dos Açores e Terrantez (vestígios), que alcança teor alcoólico de 17º vol.
- Donatário, vinho do tipo branco, feito com as castas de Verdelho dos Biscoitos, que alcança um teor alcoólico de 12%.
- Chico Maria, (I), do tipo Seco, licoroso, elaborado com as castas de Verdelho dos Açores e que alcança um teor alcoólico de 17%.
- Chico Maria, (II), do tipo meio seco e licoroso, elaborado com as castas de verdelho dos Açores e vestígios de Terrantez da Terceira, alcançado um teor alcoólico de 18%.
- Chico Maria, (III), do tipo doce e licoroso, elaborado com as castas de Verdelho dos Açores e vestígios de Terrantez da Terceira, alcançado um teor alcoólico de 19%.